# ARts
aRts (Akronym für analog Real time synthesizer) ist ein Programm, das einen analogen Synthesizer unter KDE simuliert. Eine der wichtigsten Komponenten von aRts ist der sogenannte Soundserver, der mehrere Musikkanäle gleichzeitig und in Echtzeit mischen kann.
Der Soundserver selbst wird mit aRtsd (d für Daemon) bezeichnet und ist gleichzeitig der Standard-Soundserver für KDE 3. Er ist aber davon unabhängig und kann auch in anderen Projekten genutzt werden.

## Die Zukunft von aRts
Im Dezember 2004 gab der Erfinder und Hauptentwickler von aRts, Stefan Westerfeld, bekannt, dass er das Projekt wegen grundlegender Entwicklungs- und technischer Probleme verlassen werde. Im 2006 erschienenen KDE 4 wurde die Multimedia-Abstraktionsschicht Phonon eingesetzt. Diese ermöglicht es dem Nutzer, den Soundserver frei zu wählen. aRts wurde damit hinfällig und wird nicht mehr weiterentwickelt.